# Кантемир, Мария Дмитриевна
Княжна Мария Дмитриевна Кантемир (Марья Кантемирова рум. Maria Cantemir, 1700—1757) — дочь молдавского господаря, князя Дмитрия Константиновича и Кассандры Кантакузен, бежавших в Россию, сестра русского поэта Антиоха Кантемира. Согласно легенде, была любовницей императора Петра Великого.

## Биография
В детском возрасте привезена в Константинополь, где жил её отец. Её учителем был греческий монах Анастасий Кандоиди, секретный информатор русского посла в Стамбуле П. А. Толстого. Марию учили древнегреческому, латинскому, итальянскому языкам, основам математики, астрономии, риторики, философии, она увлекалась античной и западноевропейской литературой и историей, рисованием, музыкой.
В конце 1710 года вернулась с семьей в Яссы. Дмитрий Кантемир оказался союзником Петра по неудачной турецкой кампании и лишился своих владений по прутскому договору. С 1711 года семья жила в Харькове, с 1713 — в Москве и подмосковной резиденции «Чёрная грязь».
Начала обучаться русской и славянской грамоте у литератора Ивана Ильинского. В доме отца Мария познакомилась с царем Петром I. В 1720 году, ожидая обещанного вознаграждения за поддержку в войне, Кантемиры перебираются в Петербург и овдовевший Дмитрий женится на юной красавице Настасье Трубецкой и окунается в вихрь светской жизни.
Мария попыталась избегать утомительных увеселений, и этим навлекла недовольство царя, по приказу которого началось расследование, которое вели Павел Ягужинский и доктор Блументрост. 1 ноября в дневнике Ильинского записано: «Павел Иванович Ягужинский с доктором Лаврентием Лаврентьевичем (Блументростом) да с Татищевым (царским денщиком) приезжали осматривать княгиню и княжну: в правды ли немогут (нездоровы), понеже в воскресенье в сенате не были».
В родительском доме Мария принимала Петра I, Меншикова, Фёдора Апраксина, французского посла Кампредона (6.11.1721). Поддерживала дружеские связи с Толстым, прусскими, австрийскими и другими дипломатами.

### С Петром Первым

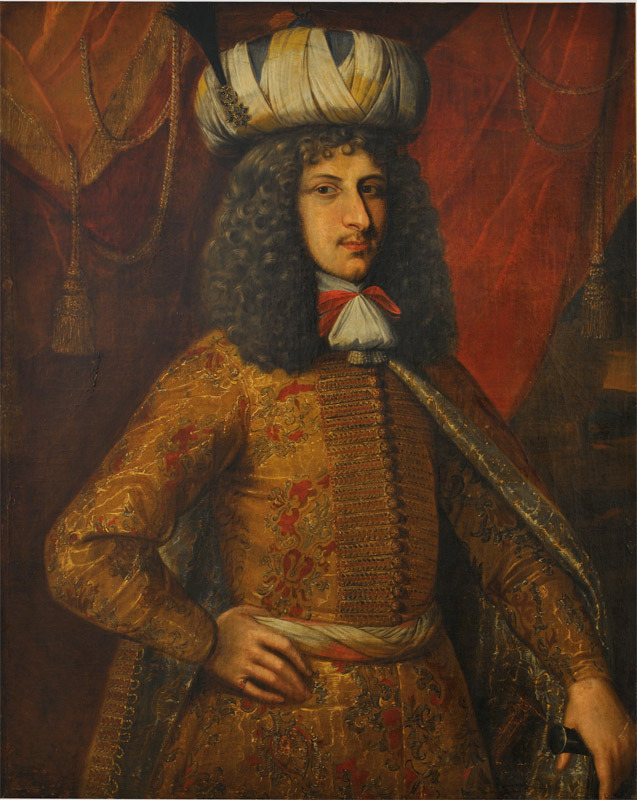
Дмитрий Кантемир, отец Марии

Согласно легенде, зимой 1721 года начался роман царя с двадцатилетней Марией, который поощрял её отец, и, по некоторым догадкам, старый товарищ Петра I, интриган Пётр Толстой. В первые месяцы 1722 года, будучи в Москве, Мария отказала в своей руке князю Ивану Григорьевичу Долгорукову. В 1722 году Петр отбывал в персидскую кампанию: из Москвы в Нижний Новгород, Казань и Астрахань. Царя сопровождала и Екатерина, и Мария (вместе с отцом). Мария была вынуждена остаться в Астрахани с мачехой и младшим братом Антиохом, так как была беременна.

В случае рождения сына у княгини, царица опасается развода с нею и брака с любовницею, по наущению Валахского князя
— Депеша французского посла Кампредона, 8 июня 1722 г.
Валишевский пишет: «Если верить Шереру, друзья Екатерины ухитрились оградить её от этой опасности: по возвращении из кампании Пётр застал любовницу в постели, в опасном положении после выкидыша».
По другим указаниям, Мария всё же смогла родить сына. Император Священной Римской империи жалует её отца в 1723 году званием князя Священной Римской империи, что делало её статус выше. Но сын Марии умирает. Царь вернулся из похода в Москву в декабре 1722 года.
Вероятно, верна версия о том, что роды у Марии произошли, но они оказались неудачными, и новорожденный мальчик умер. Майков пишет:

Пока происходила эта экспедиция, в Астрахани, на государевом рыбном дворе, где было отведено помещение для Кантемирова семейства, совершилось издалека подготовленное тёмное дело. Княжна Мария преждевременно разрешилась недоношенным младенцем. Есть известие, что эти роды были искусственно ускорены мерами, которые принял Поликала, врач семьи Кантемиров, состоявший также при Царицыном дворе, — руководил же действиями Поликалы не кто иной, как приятель князя Димитрия П. А. Толстой. Ему не впервой было играть двойственную роль: сближая княжну с Петром, он в то же время хотел быть угодным Екатерине; несчастная княжна оказалась его жертвой, хрупкою игрушкой в его жёстких руках. Теперь супруга Петра могла быть покойна; опасность, которой она боялась, была устранена.

Кантемиры уехали в орловское имение Дмитровку, где в 1723 году умирает и её отец. По его завещанию она получила драгоценности матери стоимостью в 10 тысяч рублей. Свои имения господарь завещал тому из сыновей, который по достижении возраста окажется наиболее достойным, это привело к многолетнему судебному спору четырёх сыновей со своей мачехой, которая требовала 1/4 (вдовью) часть состояния — судебные тяжбы будут тянуться много лет (до 1739 года) и результат будет зависеть от того, кто будет на престоле, человек, расположенный к Кантемирам, или же нет.

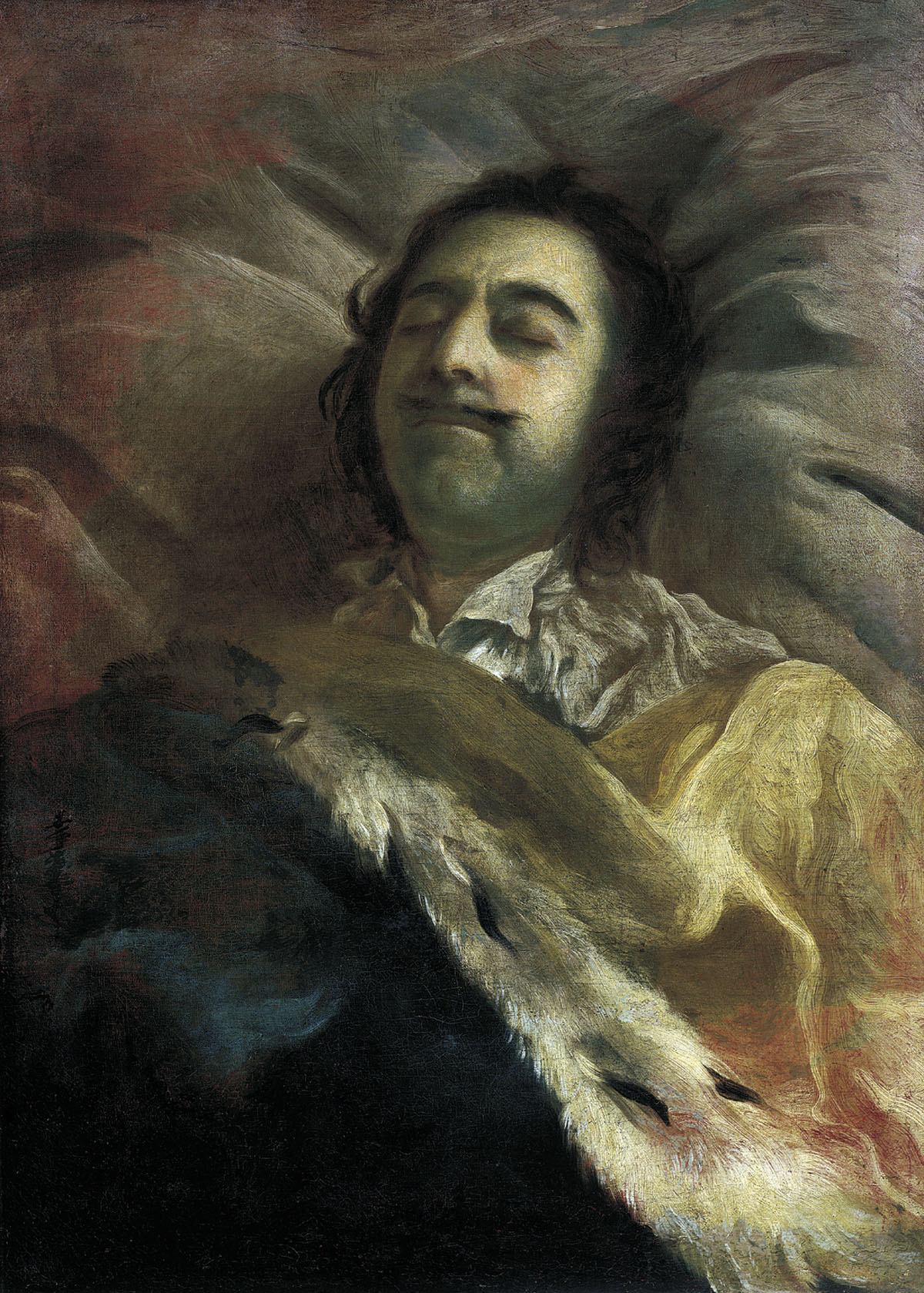
Иван Никитин. Пётр Первый на смертном одре

Весной 1724 года Екатерина была коронована императрицей, а Толстой был возведён в графское достоинство. Когда осенью 1724 года Екатерина увлеклась Виллимом Монсом, связь разочарованного женой Петра с Марией возобновилась, но ни к чему не привела, поскольку в январе 1725 года он скончался.
Среди историков (В. И. Цвиркун, Л. П. Заболотная) существует мнение, что жизнь Марии Кантемир чрезмерно мифологизирована писателями и беллетристами. В частности, под сомнения ставится ее роман с Петром Первым.

Начиная со второй половины XIX века, она стала одним из самых привлекательных женских персонажей для историков и литераторов, которые в большей степени мифологизировали ее жизнь и деятельность. Согласно нашим исследованиям, данная ситуация объяснялась двумя факторами: скудностью источников и слабостью источниковедческого анализа. И если в XIX веке исследователи, для написания своих произведений, обращались к первоисточникам, то современные предпочитают ограничиваться ссылками на эти опубликованные работы, нежели обращаться к новым, архивным документам.
Появились расследования, ставящие под сомнения источники легенды о романе Марии Кантемир с императором и противоречивую информацию о беременности Кантемир.

### После Петра
После смерти царя Мария серьёзно заболела, составила завещание в пользу братьев, назначив своим душеприказчиком Антиоха. «Пока сенат обсуждал вопрос о наследстве умершаго господаря, княжну Марию снова постигла тяжкая болезнь. Нравственною причиною ея были, очевидно, те треволнения, какия ей пришлось испытать в последние годы. Внимание Петра, возобновившееся после его разрыва с Екатериной из-за Монса, возродило честолюбивыя мечты в сердце княжны; но неожиданная кончина государя нанесла им внезапный решительный удар».
После выздоровления проживала в Санкт-Петербурге, но отошла от жизни двора. При Екатерине I она находится в опале. При Петре II она переехала в Москву, где служили её братья; пользовалась расположением сестры нового царя, Натальи. В 1727 году Мария способствует свадьбе своего брата Константина с княжной М. Д. Голицыной.

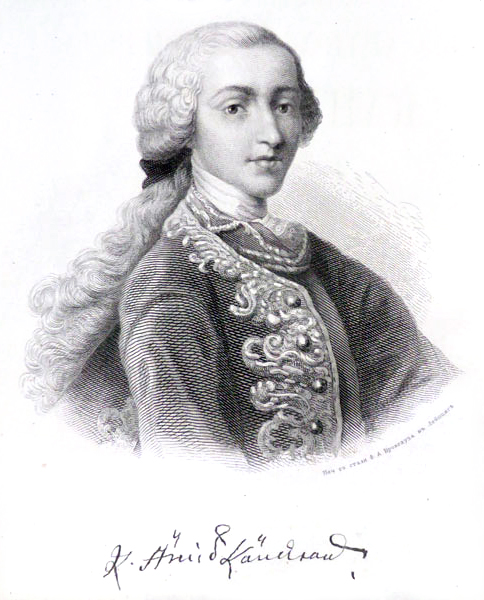
Антиох Кантемир

Благодаря милостям Анны Иоанновны, которая пригласила её ко двору фрейлиной (1730), Мария построила «в приходе Троицы на Грязех» два дома у Покровских ворот, пригласив Трезини. Когда двор решил вернуться в 1731 году в Петербург, Мария получила разрешение остаться в Москве. Эти милости были оказаны ей, так как её брат Антиох способствовал восшествию Анны на престол. В начале 1732 года Мария хлопотала в Санкт-Петербурге о получении новых вотчин, посетила Анну Иоановну, Елизавету Петровну, Бирона, Остермана, А. И. Ушакова. Хлопоты были связаны с продолжающейся тяжбой с мачехой.
Замуж Мария не вышла, отвергла руку грузинского царевича Александра Бакаровича, сына выехавшего в Россию в 1724 году картлийского царя Бакара. Она удалилась от двора и подолгу жила в своём московском доме, однако вела светскую жизнь и общалась с московской знатью. Присутствовала на коронации в Москве императрицы Елизаветы и сумела расположить к себе доктора Лестока и канцлера Воронцова. В 1730-х годах в её доме был литературный салон. В 1737 году к ней сватался Федор Васильевич Наумов, но она отказала, так как понимала из его слов, что он больше прельщен её предполагаемым состоянием.
Она поддерживала переписку (на итальянском и новогреческом языках) со своим братом Антиохом, проживавшим в Париже. Переписка сохранилась и содержит ценные исторические сведения, часть из которых изложена «эзоповым языком» с целью обмана перлюстрации.
В начале января 1744 года она писала ему, что намеревается продать свои земли брату Сергею, а себе оставит лишь небольшой клочок, чтобы построить тут монастырь и постричься в нём. Раздосадованный этим известием, больной брат отвечал сестре письмом на русском языке, в котором сперва делал распоряжения на случай своего прибытия из Италии в Москву, а затем говорил: «О том вас прилежно прошу, чтоб мне никогда не упоминать о монастыре и пострижении вашем; я чернецов весьма гнушаюсь и никогда не стерплю, чтоб вы вступили в такой гнусной чин, или буде то противно моей воли учините, то я в век уже больше вас не увижу. Я желаю, чтоб по приезде моем в отечестве, вы прожили всю жизнь со мною и в доме моем были хозяйкою, чтоб сбирали и потчивали гостей, одним словом — чтоб были мне увеселением и спомощницей».
Антиох, страдавший хронической болезнью, скончался в марте 1744 года в 35-летнем возрасте. На свои средства Мария перевезла тело брата из Парижа в Москву и похоронила его рядом с отцом — в нижней церкви Никольского Греческого монастыря.
С 1745 года владела подмосковной усадьбой Улиткино (оно же Марьино), где в 1747 году она построила церковь Марии Магдалины. Видимо, покупка была связана с тем, что соседнее поместье Гребнево принадлежало отцу её мачехи Настасьи Ивановны, князю И. Ю. Трубецкому. В августе 1757 года княжна Мария решила составить завещание.

Первым его пунктом было выставлено желание, чтобы в Марьине был построен женский монастырь; этим распоряжением княжна как бы желала исправить то, что не исполнила данного ею обета; точно определён был штат монастыря и назначены средства на его сооружение и содержание. Если же на основание монастыря не последовало бы разрешения, то часть определённой на него суммы назначалась на раздачу бедным, а остальныя деньги, равно как все движимое и недвижимое имущество предоставлялись братьям и другим родственникам. Похоронить своё тело княжна завещала в том же Марьине, и с тою же простотой, как погребено было тело князя Антиоха. Княжна уже хворала в то время, когда писала эти строки, а месяц спустя после того, 9-го сентября 1757 года, ея не стало, и немедленно затем началось нарушение ея предсмертных распоряжений: тело ея было предано земле не в ея любимом Марьине, а в том же Никольском Греческом монастыре, который служил уже усыпальницей для ея отца и матери, брата и сестры. Не состоялось также и основание женской обители в Марьине; наследники не настаивали на исполнении этого пункта завещания, потому что сопровождавшая его оговорка давала им возможность уклониться от того.

По местной легенде, Мария похоронена в построенной ею церкви.

## В литературе
- Чиркова З. К. Мария Кантемир. Проклятие визиря.
- Гордин Р. Р. Петру Великому покорствует Персида. — М.: АРМАДА, 1997.
- Гранин Д. Вечера с Петром Великим

## В кинематографе
- «Пётр Первый. Завещание», (2011). В роли Марии Кантемир — Елизавета Боярская